# Chipre en los Juegos Olímpicos de Río de Janeiro 2016
Chipre estuvo representado en los Juegos Olímpicos de Río de Janeiro 2016 por un total de 16 deportistas que compitieron en 7 deportes. Responsable del equipo olímpico es el Comité Olímpico Chipriota, así como las federaciones deportivas nacionales de cada deporte con participación.
El portador de la bandera en la ceremonia de apertura fue el regatista Pavlos Kontidis. El equipo olímpico de Chipre no obtuvo ninguna medalla en estos Juegos.